# Pörkölt

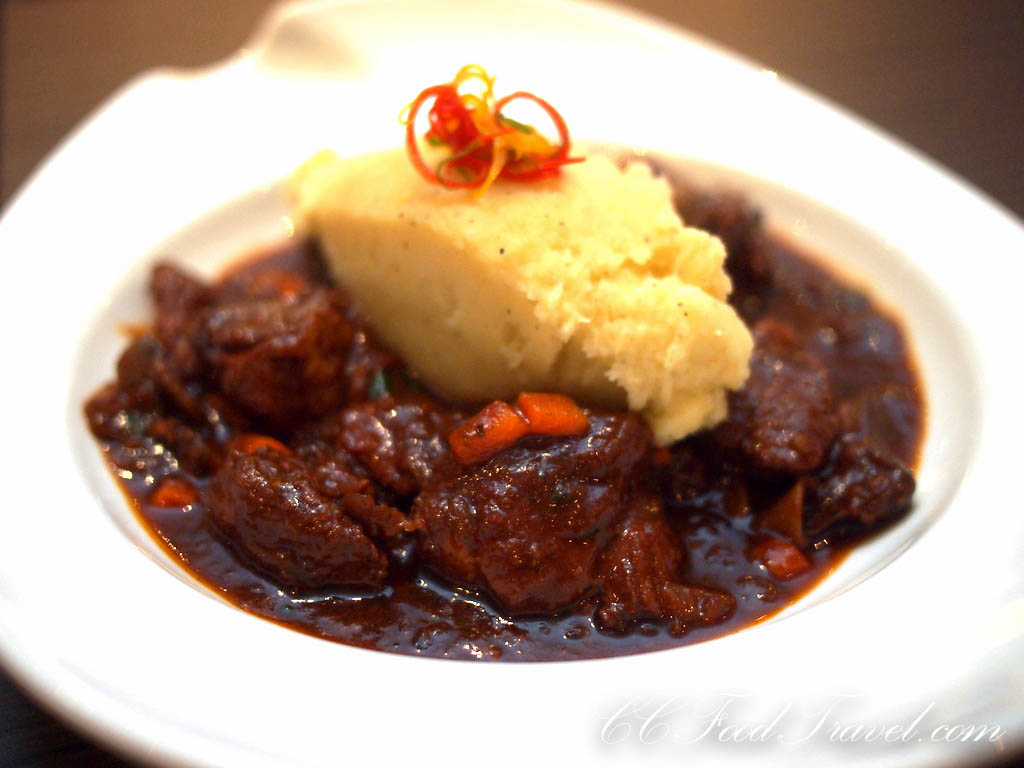
Marhapörkölt (Rindspörkölt)

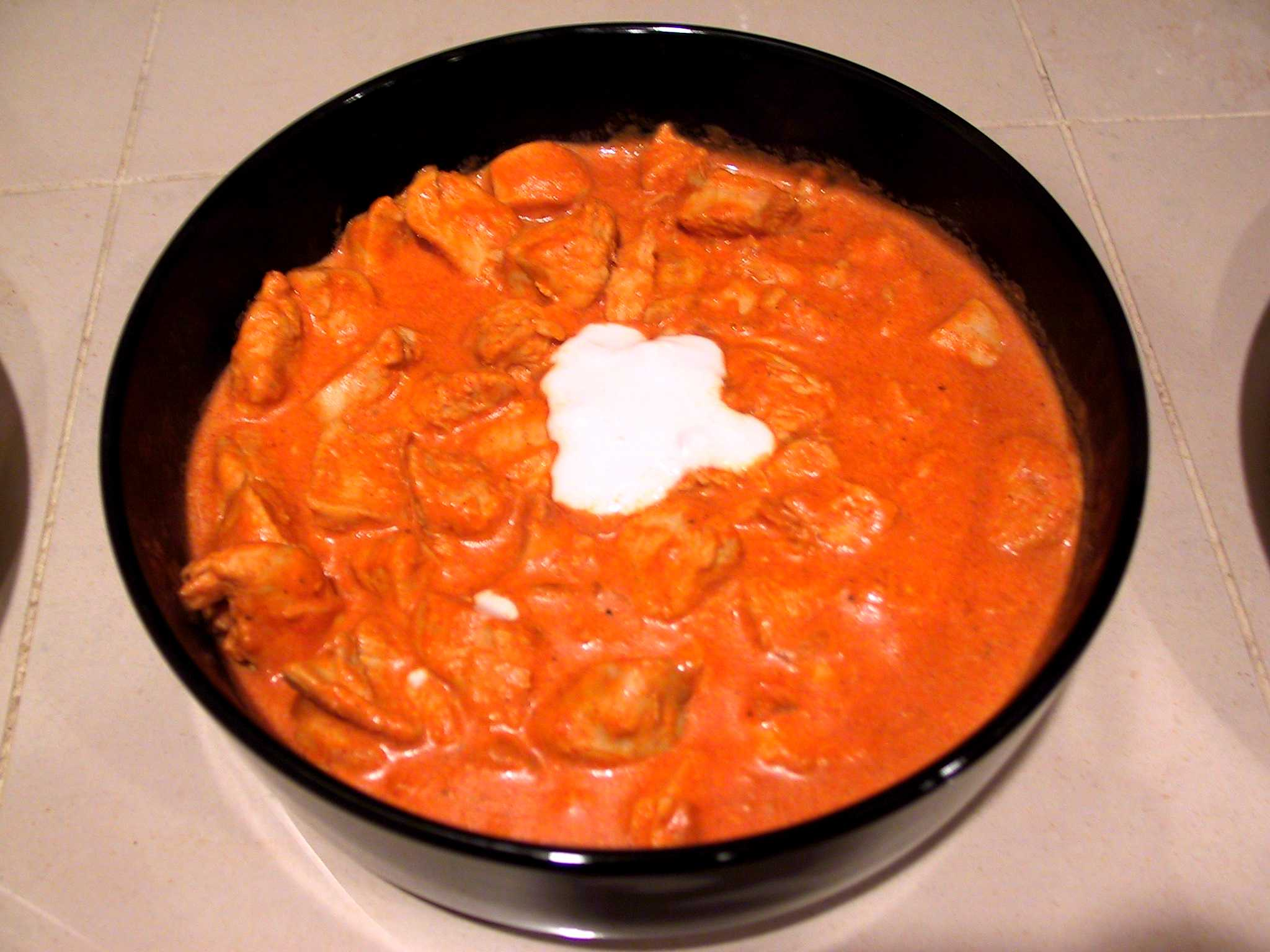
Csirkepaprikás (Hühnchen-Paprikás mit saurer Sahne)

Pörkölt ist ein Gericht der ungarischen Küche, bestehend aus Fleischwürfeln in einer würzigen Soße. Was weltweit als „ungarisches Gulasch“ bekannt ist, ist in Ungarn ein Pörkölt oder Paprikás. Pörkölt enthält keine saure Sahne (Sauerrahm) und heißt Paprikás, wenn saure Sahne hinzugefügt wird.

## Geschichte und Wortherkunft
Ungarische Viehhirten kochten gewürfeltes Fleisch mit Zwiebeln und Gewürzen in Soße schon mindestens 300 bis 500 Jahre lang. Paprika wurde in der ungarischen Alltagsküche frühestens ab Mitte des 18. Jahrhunderts als Gewürz verwendet. Als das Gewürz Paprika extrem beliebt wurde, verdrängte es den schwarzen Pfeffer und den Ingwer. Schwarzer Pfeffer wurde zuvor nicht nur zum Würzen, sondern auch als Konservierungsmittel verwendet. Rohes Fleisch wurde damit eingerieben, um es länger frisch zu halten; der Pfeffer wurde mit Salz, mit Zucker oder alleine verwendet. Die Ungarn experimentierten mit dem neuen Gewürz, indem sie Paprika als Konservierungsmittel auf das rohe Fleisch rieben. Beim Braten bekam das paprizierte rohe Fleisch eine braune, krustenartige Oberfläche mit einem angenehm anderen Geschmack, was mit dem ungarischen Verb pörköl  als „leicht anbrennen“ beschrieben wird. Deshalb hieß das neue Gericht pörkölt: gebratenes Fleisch mit Fett und Zwiebeln.
Mitte des 19. Jahrhunderts wurde das neue Gericht Pörkölt genauso beliebt wie Hühnchen, Kalbfleisch oder Schweinefleisch, die nun ebenfalls auf ähnliche Weise mit Paprika zubereitet wurden. Weil Besucher aus Österreich, Böhmen, Polen und der Schweiz als Ehrengäste behandelt wurden, bewirteten die Ungarn sie mit ihren Festtagsspeisen Pörkölt oder Paprikás.
Diese Gerichte fanden sodann ihren Weg in die Kochbücher und die Restaurants dieser benachbarten Länder.

## Unterscheidung Gulyás – Pörkölt – Paprikás
Pörkölt ist – außer in Ungarn – auf der ganzen Welt als Gulasch bzw. Gulaschsuppe bekannt. Der Unterschied zwischen Gulasch und Pörkölt liegt erstens in der Menge an Flüssigkeit, die dem Fleisch hinzugefügt wird, und zweitens, ob Kartoffeln und Teigwaren enthalten sind. Im echten ungarischen Pörkölt oder Paprikás gibt es keine anderen Zutaten außer Fleisch (Rind-, Schweine-, Kalb- oder Hühnerfleisch), Paprika, Zwiebeln, typische Kräuter und Gewürze, sowie zum Anbraten fast immer Schweineschmalz.

### Gulyás
Fleisch für das traditionelle gulyás wurde bei den Nomaden in der Sonne getrocknet: Rindfleisch aus der Rippe oder Schulter. Fachleute bestehen darauf, dass ins Gulasch niemals Hammel- oder Schweinefleisch und auch niemals saure Sahne gehören.

### Pörkölt
Für pörkölt wird fetteres, in größere Stücke geschnittenes Fleisch als für Gulasch genommen, das Gericht hat auch einen stärkeren Zwiebelgeschmack. Es darf Kalb-, Rind-, Hammel-, Wildfleisch und auch Gans, Ente oder Schweinefleisch verwendet werden.

### Paprikás
Ins paprikás gehört immer süße oder saure Sahne, manchmal mit Mehl angedickt. Die populärste Variante ist aus Kalb oder Hühnchen, sonst auch aus Lamm, Ente oder Fisch. Auch hier sind die Fleischbrocken größer als beim gulyás, die Soße ebenfalls so dick, dass sie an den Stücken hängen bleibt.

## Zubereitung und Varianten
Typische Gewürze sind Edelsüßpaprika, Kümmel, Knoblauch, Salz und Tomaten oder Tomatenmark. Nach Franz Maier-Bruck rechnet man bei Pörkölt etwa halb so viel Gewicht an Zwiebeln wie Fleisch.

### Schweinspörkölt
Zwiebelwürfel werden goldbraun mit Selchspeck angebraten, mit wenig Wasser gelöscht, papriziert und gewürzt, Fleischwürfel aus der Schweineschulter beigefügt und im eigenen Saft weich gedünstet, zuletzt Tomaten(mark) beigefügt. Der Saft soll zum Schluss so weit reduziert sein, dass die Soße nicht zu dick ist. Beilagen: Nockerl oder Salzkartoffeln.

### Hirschpörkölt
Aus Schulter vom Hirschfleisch, wird wie Schweinspörkölt zubereitet.

### Kalbspörkölt
Borjúpörkölt heißt auf Deutsch etwa geschmortes Kalbfleisch, es wird aus Kalbfleisch (von der Schulter oder vom Hals), teils mit gewürfeltem grünem Speck und/oder grünem Paprika, sonst wie Schweinspörkölt zubereitet. Beilagen: Csipetke (Zupfnockerl), Nockerl oder Tarhonya.

### Pörkölthuhn
Ein Huhn wird geviertelt und sonst wie bei Schweinspörkölt verfahren, die Beilagen sind Nockerl oder Tarhonya.

### Fischpörkölt
Für Fischpörkölt wird erst eine Pörköltsauce aus feingeschnittenen Zwiebeln, Fett, Paprikapulver, Tomatenmark, Salz und Knoblauch bereitet und dann darin Filets von Fischen beliebiger Sorte sowie rohe Kartoffelschnitze weichgedünstet.

### Paprikás Burgonya
Paprikás Burgonya heißt auf Deutsch so viel wie Paprikakartoffeln und wird Paprikás-typisch mit saurer Sahne verfeinert: Zwiebelwürfel und Knoblauch in Schmalz anbraten, paprizieren, mit Wasser oder Brühe auffüllen, Würfel von gekochten, gepellten Kartoffeln und Würfel von Tomaten und grünen Paprika beigeben und schmoren. Zu den typischen Gewürzen ausnahmsweise auch schwarzer Pfeffer. Abwandlung durch Beigabe von Debrecziner oder anderer geräucherter Wurst.

### Paprikás Csirke
Paprikás Csirke heißt auf Deutsch Paprikahähnchen. Hierfür wird ein Hühnchen zerteilt und in Schmalz goldbraun angebraten, mit den Gewürzen in Hühnerbrühe weichgekocht. Brühe entfetten, mit Mehl binden und mit Sahne verfeinern.